# Yamdena
 (décembre 2023).
Si vous disposez d'ouvrages ou d'articles de référence ou si vous connaissez des sites web de qualité traitant du thème abordé ici, merci de compléter l'article en donnant les références utiles à sa vérifiabilité et en les liant à la section « Notes et références ».
Yamdena (parfois encore écrit Jamdena) est la plus grande des îles Tanimbar en Indonésie. Elle est située en mer de Banda, dans le sud de l'archipel des Moluques. La côte sud-est borde la mer d'Arafura. La ville principale, Saumlaki, est située à l'extrémité sud de l'île. 
Administrativement, l'île appartient au kabupaten des Moluques du Sud-Est occidentales dans la province des Moluques, dont le chef-lieu est Saumlaki.

## Géographie
L'île a une série de collines abondamment couvertes de forêts le long de sa côte orientale, alors que sa côte occidentale est basse. Les forêts sont encore un habitat pour le kerbau (buffle) sauvage.

## Langue et culture
La langue yamdena est parlée sur toute l’île et aux alentours. Elle appartient au même sous-groupe que le kei parlé dans les îles Kei.
L'île est célèbre son style de vie traditionnel. Le christianisme est la religion principale, mais le culte des ancêtres est encore pratiqué. 
Les travaux manuels pratiqués sur l’île sont la sculpture sur bois, le travail de l’or fin, le tissage d’ikat (principalement sur l'île voisine de Selaru). On trouve des mégalithes dans le village de Sangliat Dol, où un escalier ancien mène à une plateforme de pierre en forme de bateau. Il y a plusieurs monuments semblables sur l’île mais moins bien préservés.